# Malaltia de Kawasaki
La malaltia de Kawasaki (MK), també anomenada síndrome limfomucocutània, és una malaltia infantil que cursa amb vasculitis de petit vas.
La majoria dels casos es veuen en nens de menys de 5 anys, predominantment d'origen asiàtic. És molt rara en nens de ≥ 8 anys. Fou descrita per primera vegada pel pediatre japonès Tomisaku Kawasaki l'any 1967, qui va registrar acuradament les observacions clíniques fetes en 50 nens al llarg de més d'un lustre. La MK va ser reconeguda de forma independent com una nova entitat clínica emergent a principis de la dècada de 1970 per especialistes de la Universitat de Hawaii i deu anys més tard ja s'havien publicat casos de la malaltia als cinc continents.

## Epidemiologia
Al Japó té una incidència d'uns 5000-6000 nous casos/any i als EUA de 2000 casos/any, aproximadament. La malaltia ha estat identificada a més de 60 estats d'Àsia, Àfrica, Orient Mitjà, Amèrica Llatina, Nord-amèrica i Europa. Es considera la principal causa de cardiopatia no congènita en els nens dels països desenvolupats.
A la Xina i a l'Índia, el nombre de casos ha augmentat molt des de mitjans de la dècada de 1990, encara que els especialistes creuen que aquest fet pot ser una conseqüència de l'avenç en el coneixement de la malaltia, reflectit en registres epidemiològics més acurats, i d'una millora de les capacitats diagnòstiques a dits països.
Durant el període 2004-2014 van ser diagnosticats a Catalunya 404 casos de MK. La incidència mitjana anyal fou de 3,5/100000 en infants de menys de 16 anys i de 8/100000 en nens de menys de 5 anys, similar a la d'altres països de l'àrea mediterrània. L'edat mitjana d'aparició fou als 37 mesos, detectant-se amb més freqüència en varons i en el medi rural. El major nombre de casos es veié als mesos de gener i novembre i el menor a l'octubre.

## Etiologia
L'etiologia de la MK és, en bona part, desconeguda. L'opinió més acceptada és que té una etiopatogènesi multifactorial influïda per elements ambientals. Ara per ara, es creu que l'explicació patogènica més versemblant és que la MK apareix en individus amb un substrat genètic determinat afectats per microorganismes que promouen l'aparició de la síndrome.
Per una banda es creu que s'origina sobre una susceptibilitat genètica. En aquesta línia han estat identificats polimorfismes de nucleòtids simples associats significativament a la malaltia. Alguns s'han detectat al gen ITPKC, el qual té un paper important en els mecanismes de transducció de senyal que regulen l'activitat dels limfòcits T. Semblen relacionats amb l'esmentat fenomen de susceptibilitat i amb el desenvolupament d'alteracions coronàries en els nadius del Japó i en una cohort de ciutadans dels EUA d'ascendència asiàtica. La funcionalitat reduïda del gen ITPKC comporta una activació exagerada dels limfòcits T i una resposta inflamatòria augmentada en determinats teixits. En conjunt, aquests canvis dupliquen el risc de patir una MK. És molt possible que en el futur es descobreixen altres gens implicats en processos de susceptibilitat lligats a la MK.
Per una altra banda, els trastorns immunopatològics involucrats en la gènesi de la MK són encara incerts, encara que les dades epidemiològiques i clíniques suggereixen que tenen un origen infecciós. El nombre de plasmablasts (cèl·lules plasmàtiques immadures) circulants durant la fase febril de la MK dona suport a aquesta hipòtesi. Durant els darrers 30 anys no ha estat possible identificar un agent definitiu causant de la MK. Determinats patògens intracel·lulars i superantígens bacterians s'han proposat com desencadenants de la seva patogènesi. Molts bacteris, com ara Streptococcus pyogenes, Staphylococcus aureus, Mycoplasma pneumoniae o Chlamydophila pneumoniae han estat observats esporàdicament en malalts de MK. També s'han considerat com a potencials responsables diversos agents virals, especialment virus limfotròpics: adenovirus, virus d'Epstein-Barr, parvovirus B19, herpesvirus 6, virus de la parainfluenza tipus 3, VIH, virus del xarampió, rotavirus, virus del dengue, virus de la varicela-zoster, virus sincicial respiratori, influenzavirus i metapneumovirus humà, però sense cap prova concloent que recolzi les sospites. Es creu que la particular importància de les lesions cardíaques en les MKs desencadenades per parvovirus podria ser deguda al específic tropisme tissular miocardíac que tenen aquests virus. Un parvovirus aïllat recentment (2005), que provoca infeccions respiratòries i gastrointestinals, el bocavirus humà, es detecta amb una freqüència ascendent en nens afectes de MK. El fet d'haver sofert una infecció prèvia recent o presentar-la durant la fase aguda de la malaltia no implica una modificació de la incidència d'aneurismes coronaris entre els pacients.
Diversos estudis suggereixen que determinats desequilibris en la microbiota intestinal podrien interferir la correcta funcionalitat de la immunitat innata i adaptativa i ser un dels cofactors involucrats en el desenvolupament de la MK. Fonamentant-se en l'anàlisi comparativa de diferents característiques epidemiològiques, alguns experts fins i tot creuen que l'acció de certs factors ambientals sobre els microorganismes que conformen la flora normal de l'intestí és una peça clau per entendre l'etiologia de la MK. Un estudi xinés correlaciona l'estat d'inflamació sistèmica propi de la fase aguda de la MK infantil amb diverses alteracions en la composició bacteriana d'aquesta flora.
A Corea del Sud s'ha observat una determinada pauta estacional en l'aparició de casos de MK que reforça la hipòtesi de l'existència d'una infecció viral prèvia com un dels factors etiològics implicats en la gènesi de la malaltia. Aquesta estacionalitat també es dona clarament a altres latituds de l'hemisferi nord extratropical i es creu que és un fenomen global, el qual pot tenir influència en l'edat d'aparició de la MK. Diversos treballs assenyalen els vents troposfèrics -els quals tenen uns patrons biometereològics i de distribució geogràfica definits- com a portadors de potencials agents infecciosos i/o tòxics relacionats amb l'etiologia de la MK. L'exposició a micotoxines o altes concentracions d'ozó a l'atmosfera també han estat incloses en el heterogeni grup de components ambientals que poden induir circumstancialment la MK.

## Clínica
- Febre alta, de 5 dies de durada almenys.
- Congestió de la conjuntiva de predomini bulbar, sense lleganyes, que pot anar acompanyada d'iridociclitis, papil·ledema, uveïtis anterior transitòria i benigna, opacitat del vitri, hemorràgies subconjuntivals o queratitis punctata.[41] En alguns casos de MK atípica s'ha descrit una ptosi palpebral (caiguda de la parpella superior) bilateral[42][43] i també cel·lulitis orbitària amb sinusitis concomitant.[44] Rares vegades, en la MK apareix una enoftalmia (enfonsament de l'ull) amb importants lesions al segment posterior del globus ocular.[45]
- Afectació labial, de la mucosa oral i de la llengua (llengua d'un color vermell viu que recorda als gerds o a les maduixes), de vegades amb formació de crostes o fissures.[46]
- Alteracions palmoplantars. Eritema florit dels palmells de les mans i les plantes dels peus associat a un edema indurat, sense fòvea. Al final de la segona setmana es produeix una descamació a nivell periunguial, característica de la malaltia (s'observa en un ~70% dels malalts amb MK, encara que el percentatge és major entre els pacients japonesos).[47] En la fase de convalescència poden aparèixer també línies de Beau (solcs transversals que travessen les ungles). Amb menys freqüència es veuen onicomadesis (despreniment de les ungles),[48] leuconíquies[49] o cromoníquies (franges discròmiques transversals a l'ungla).[50]
- Adenopaties cervicals doloroses, no supuratives i de 1-1,5 cm de diàmetre. Adesiara, inicialment poden ser confoses amb limfoadenopaties d'origen bacterià.[51] La síndrome de Grisel (un tipus poc comú de torticoli recurrent)[52] ha estat observada en un petit percentatge de nens amb adenopaties a la zona profunda del coll més grans del que és habitual com a símptoma de la MK.[53]
- Artritis i artràlgies. L'aparició precoç d'artritis aguda s'acompanya d'un augment en la complexitat de les manifestacions cardíaques.[54] En certs casos, l'afectació articular pot fer difícil el diagnòstic diferencial entre MK i artritis idiopàtica juvenil sistèmica.[55]
- Exantema a tronc i extremitats. Comença sovint en les superfícies extensores de les extremitats i després s'estén pel tronc. Sol desaparèixer al cap d'una o dues setmanes. Excepcionalment, s`ha descrit l'eritema nodós[56] i l'eritema multiforme[57] com a primera manifestació de la MK.[58][59]
- Erupció perineal precoç, eritematosa, confluent, no vesicular i sovint amb trets intensos de descamació.[60] En malalts amb un determinat fenotip l'erupció té característiques psoriasiformes,[61] fet que pot complicar el diagnòstic precoç de la MK.[62]
- Irritabilitat o apatia, uveïtis,[63] problemes urinaris, pneumonitis. De vegades pot debutar com una pseudooclusió intestinal.[64] Les manifestacions intestinals de la MK són molt diverses, però no gaire freqüents.[65] Algunes d'elles apareixen en forma d'un quadre d'abdomen agut que pot tenir l'aparença d'una apendicitis, una pancreatitis[66] o una colitis, per exemple,[67] emmascarant i diferint el diagnòstic de MK.[68]
- Afectació cardíaca: determinarà la gravetat del quadre.
  - Miocarditis i/o pericarditis (80%), amb inflamació valvular o sense. En la fase inicial d'alguns casos, la simptomatologia pròpia de la miocarditis aguda precedeix a les clàssiques manifestacions de la malaltia i provoca un xoc cardiogènic.[69] Histològicament, en totes aquestes miocarditis s'aprecia un infiltrat inflamatori intersticial difús format sobretot per leucòcits lobulats i cèl·lules mononuclears. L'examen ultraestructural mostra petites gotes lipídiques dins del sarcoplasma i cossos osmifílics densos distribuïts de forma irregular, així com dilatacions segmentàries del reticle sarcoplasmàtic. Per regla general, amb el temps disminueixen els signes inflamatoris i es normalitza la funció ventricular.[70]
  - Aneurismes coronaris (25%). Es creu que s'originen per alteracions homeòstatiques en les cèl·lules endotelials d'aquests vasos durant la fase inicial de la MK.[71] La trombosi d'aquests aneurismes pot ser causa de mort sobtada en nens sense un diagnòstic previ de MK.[72]
- Afectació múltiple de les artèries sistèmiques.[73] També, amb menys freqüència que els coronaris, poden aparèixer aneurismes a les artèries braquials,[74] subclàvies, ilíaques interna i externa, bronquials, renals, mesentèriques, etc. No és excepcional que un mateix individu els presenti a diversos llocs alhora. Si la MK afecta artèries distals sorgeixen processos de gangrena perifèrica i, eventualment, fenòmens de autoamputació.[75] S'han descrit alguns casos d'aneurismes gegants a la part horitzontal de l'arc aòrtic[76] i estesos fins a l'arrel de dita artèria, intervinguts quirúrgicament amb bons resultats.[77]
- Diversos tipus de lesions renals, com ara nefropatia induïda per immunocomplexos, nefritis tubuloinstersticial, síndrome nefrítica aguda o síndrome hemolítico-urèmica.[78] L'afectació renal predomina en malalts afectes de la forma completa de la malaltia i el seu mecanisme patogènic varia segons sigui el tipus concret de dany.[79]
- Hipertrigliceridèmia i hipercoagulació sanguínia.[80] L'associació simultània de MK i anèmia hemolítica autoimmune és inusual, però ha estat descrita diverses vegades. Per regla general, l'hemòlisi apareix en alguns casos com a reacció adversa després de l'administració endovenosa de gammaglobulina.[81]
- Ocasionalment, el procés cursa amb una sordesa neurosensorial, transitòria o permanent, i paràlisi facial.[82] Aquesta paràlisi es conseqüència de l'afectació dels petits vasos que irriguen el nervi facial, predomina en malalts pediàtrics i acostuma a remetre per complert de forma espontània.[83] Un 36% dels nens amb MK presenten algun grau de pèrdua d'audició dins dels 30 dies posteriors a l'inici de la malaltia i en un 14% d'ells les seqüeles auditives són permanents. Les causes d'aquest tipus de lesió no es coneixen del tot, però es creu que la vasculitis podria alterar l'equilibri homeostàtic de les cèl·lules ciliades de l'oïda interna.[84] Addicionalment es pot presentar una laberintitis amb marejos i inestabilitat, que en un cert nombre de casos és reversible amb el tractament adequat.[85]
- De vegades la MK pot debutar en forma d'hepatitis aguda.[86] Els trets de dita particular presentació acostumen a ser de tipus isquèmic, si bé -en certs casos resistents a les immunoglobulines- la colèstasi és el signe predominant,[87] la qual de forma inusual s'acompanya d'un hydrops vesicular (dilatació i inflamació edematosa de la vesícula biliar)[88] o d'un quadre d'icterícia aguda sense febre.[89]
- És un fet insòlit que la malaltia es manifesti amb convulsions epilèptiques en el context d'una encefalitis/encefalopatia aguda.[90]

## Diagnòstic
S'estableix amb la presència de febre i almenys 4 manifestacions clíniques característiques. Tradicionalment, l'evidència de menys de 4 manifestacions clàssiques s'ha considerat una forma atípica de presentació de la malaltia. Avui dia, els avenços en els procediment de diagnosi fan qüestionable la diferenciació entre MK "completa" o "atípica/incompleta". Cal destacar que la presentació atípica no implica que la MK es pugui considerar de tipus lleu o moderat, ja que el risc de desenvolupar anomalies coronàries és comparable al de la forma clàssica. S'han descrit en nens petits MKs incompletes amb simptomatologia ondulant que requeriren una gran sagacitat per arribar a la diagnosi correcta. El diagnòstic de MK en nounats és extremadament inusual, ja que a aquesta edat -amb excepció de la febre alta- no són gaire evidents els trets definitoris de la malaltia i el quadre acostuma a ser interpretat com una infecció. Escasses vegades, l'aparició d'alteracions analítiques (trombocitosi), eritema o conjuntivitis permet instaurar presumptivament la medicació apropiada amb bons resultats, evitant així complicacions coronàries posteriors. En alguns d'aquests casos, uns dies després d'iniciar-se la simptomatologia sospitosa la pràctica d'una ecocardiografia mostra canvis a les coronàries, abans inapreciables o inexistents, que confirmen la diagnosi de MK.
Alguns autors posen l'accent sobre l'absència de certs signes importants dins dels criteris diagnòstics, com ara la reacció al BCG en el punt d'inoculació, la piúria estèril o l'hidrop vesicular. De fet, la piúria s'observa en un 30%-80% dels malalts amb MK. Encara que majoritàriament és atribuïble a lesions vasculítiques asèptiques en la uretra, els ronyons o la bufeta urinària, en alguns casos la seva causa és una infecció relacionada amb l'existència d'un reflux vesicoureteral no associat a la malaltia.
De forma excepcional, han estat registrats alguns casos de MK sense febre o amb febre de molt curta durada. També s'ha descrit com a primera manifestació de la malaltia el desenvolupament d'un abscés retrofaríngic previ a l'aparició dels signes típics de MK. Infeccions per Yersinia pseudotuberculosis en adults (un bacteri Gram-negatiu que provoca una malaltia febril semblant a l'escarlatina) es poden confondre inicialment amb una MK de presentació tardana. S'ha apreciat la coincidència de brots epidèmics provocats per aquest bacteri -que habitualment es deuen al consum d'aliments contaminats- i un augment de casos de MK, però no ha estat demostrat un vincle causal clar. Molt de tant en tant, la MK es desenvolupa després d'una parotiditis.
Malgrat ser una vasculitis sistèmica, són poquíssims els casos registrats que relacionen la MK amb alteracions de les artèries cerebrals i gairebé tots s'associen amb la formació d'aneurismes en elles. Menys del 1% dels nens afectats presenten vasculitis de petit vas al SNC i en alguns s'han objectivat microhemorràgies al parènquima cerebral durant la fase aguda de la malaltia, o fenòmens d'hipoperfusió transitòria detectats per SPECT. No és rar, però, que en la MK atípica es produeixin meningitis asèptiques, algunes acompanyades de convulsions o -amb menys freqüència- atàxia temporal.
És preceptiu efectuar ECGs rutinaris per descartar problemes d'isquemia miocardíaca. Sovint s'aprecia en ells una prolongació dels intervals PR i QT, disminució del voltatge dels complexos QRS o arrítmies de tipus divers. Alguns canvis electrocardiogràfics ajuden a preveure l'evolució de la malaltia. Els malalts de MK tenen una notable tendència a desenvolupar una arterioesclerosi prematura, fet que fa necessari mantenir un control estricte dels factors de risc cardiovascular més habituals (hipercolesterolèmia, obesitat, HTA o tabaquisme).
Un complicació infreqüent de la MK és la miositis, la qual pot afectar músculs o grups de músculs de localització molt diversa. En casos greus, s'aprecia una debilitat muscular generalitzada o inclús disfàgia o dispnea per disfunció diafragmàtica o de la musculatura faringoesofàgica. Una altra complicació de la MK que es presenta en un ~5-7% dels nens és el xoc cardiogènic, de vegades difícil de diferenciar inicialment de xocs d'altra etiologia, com ara la síndrome de xoc tòxic infantil.
En adults, s'ha observat rares vegades una isquèmia d'extremitat inferior secundària a trombosi d'un aneurisma de l'artèria poplítia.
Alguns trastorns que cal descartar a l'hora de fer el diagnòstic diferencial de la MK són hipersensibilitat a fàrmacs, síndrome de Stevens-Johnson, escarlatina i síndrome de la pell escaldada estafilocòccica.

### Proves d'imatge
- L'ecocardiografia permet avaluar la presència d'aneurismes coronaris (ACs), que poden anar acompanyats d'estenosis de grau variable a una o més artèries.[119] De vegades, existeix afectació dels tres troncs coronaris principals que requereix derivació quirúrgica múltiple.[120] No és inusual la presentació en forma de rosari dels ACs.[121] L'ecocardiograma també possibilita apreciar fenòmens trombòtics als vasos, presència de vessament pericardíac o regurgitacions valvulars. Un ~4% dels individus amb MK mostren en les ecocardiografies una regurgitació aòrtica moderada persistent.[122] En cas d'existir aneurismes -perifèrics o interns- en altres localitzacions, l'eco-Doppler,[123] l'angiografia o l'angio-TC són opcions a tenir en compte.[124]
- En alguns casos pot ser necessari efectuar una TC multidetectora.[125]

### Procediments proteòmics
Un estudi proteòmic de mostres d'orina recollides en un grup de nens afectes de MK, va indicar la presència en elles d'alts nivells de la proteïna filamina C i de l'enzim meprina A, no identificats en les mostres del grup de control sense la malaltia. Aquesta troballa podria ser molt útil en la recerca de biomarcadors que facilitin el diagnòstic i de nous objectius terapèutics. En aquesta línia, l'anàlisi de les diferencies d'expressió proteica en sèrum entre la fase aguda i la fase de resolució de la MK ha fet considerar la glicoproteïna-1 alfa-2 rica en leucina (Leucine-rich Alpha 2 Glycoprotein-1 o LRG-1, en anglès) i altres proteïnes codificades pel gen LBP com a potencials marcadors per donar suport als criteris de diagnosi clínica del trastorn. Altres investigadors creuen que determinats microARN exosomals sèrics són candidats a ser biomarcadors específics de la MK. Ara per ara, l'aplicació clínica dels estudis proteòmics en el maneig de la MK és limitada.

## Tractament
Gammaglobulina i salicilats. L'ús de salicilats acurta el període febril i redueix els signes inflamatoris generals, però sembla no influir en el desenvolupament de complicacions coronàries. La dosi d'aspirina adequada en la fase aguda de la MK ha d'ajustar-se a les circumstàncies de cada cas, ja que no existeixen per ara assajos comparatius i les diferències quantitatives entre les dosis emprades als EUA (80–100 mg/kg/dia) i al Japó (30–50 mg/kg/dia) no modifiquen la taxa d'aneurismes relacionada amb la MK en aquests països. Alguns autors xinesos opinen que una dosi de només 3–5 mg/kg/dia combinada amb 2 g/kg de gammaglobulina endovenosa podria tenir la mateixa eficàcia. Els AINEs i l'acetaminofèn no han estat avaluats sistemàticament com a fàrmacs alternatius durant la fase febril.
La gran majoria de nens amb MK té una bona resposta a una dosi única de gammaglobulina endovenosa i presenta una ràpida millora clínica sense alteracions ecocardiogràfiques d'importància, sent la seva prognosi excel·lent. Un 10-20% dels pacients, però, no respon al tractament inicial. Si el malalt es resistent a la medicació de primera línia, en certs casos pot ser convenient afegir corticoides (per regla general, metilprednisolona) a dosis baixes, controlant de forma rigorosa el desenvolupament de possibles efectes secundaris. Existeix una gran controvèrsia sobre la utilització d'aquests fàrmacs com a teràpia inicial o de rescat. Una metanàlisi feta per la Universitat de Taiwan indica que els estudis japonesos semblen mostrar que limita el desenvolupament de lesions coronàries, mentre que els d'altres països no demostren beneficis significatius en la prevenció d'aquests tipus de lesions i suggereixen que dits medicaments han de ser emprats amb precaució. Es recomana l'ús d'heparina de baix pes molecular en pacients que presenten una progressió ràpida d'aneurismes coronaris. En alguns casos adults és convenient afegir warfarina als antiagregants plaquetaris.
Des de fa uns anys s'ha començat a tractar la MK amb anticossos monoclonals que bloquegen les citocines. Ara per ara, és una teràpia que s'aplica a casos de MK molt escollits, quan el pacient es refractari a les gammaglobulines endovenoses. L'infliximab, un anticòs artificial biològic de forta acció antiinflamatòria, s'utilitza davant aquest problema sense provocar greus efectes secundàris. L'anakinra (un antagonista dels receptors de la interleucina-1 emprat en malalts d'artritis reumatoide) ha donat bon resultats en MKs resistents als fàrmacs de primera i segona línia, aconseguint en algun nen la ràpida i completa regressió d'aneurismes coronaris gegants acompanyada de la conseqüent millora del seu estat clínic i electrocardiogràfic. El tractament amb immunomoduladors s'indica quan el pacient presenta persistència febril o manca de resposta a la medicació convencional. La plasmafèresi també ha estat utilitzada en pacients sense resposta a les immunoglobulines, amb resultats analítics satisfactoris i un bon índex de regressió de les dilatacions aneurismàtiques. És un mètode que s'ha d'emprar durant la fase inicial de la malaltia, al començament de l'expansió coronària i abans de la formació d'aneurismes coronaris significatius. No s'aconsella en cas de presència d'aneurismes de grans dimensions.
Dosis baixes de vitamina K en el pacient poden condicionar la seva resistència al tractament endovenòs amb immunoglobulines (IGG). En certs casos de MK resistent, l'administració de ciclosporina és una opció terapèutica efectiva i bastant segura. Molt rarament s'han produït meningitis asèptiques secundàries a l'administració d'altes dosis d'IGG, relacionades amb una reacció local d'hipersensibilitat i que han de diferenciar-se d'un trastorn similar provocat per la mateixa MK.
Si bé la majoria d'ACs petits o d'una mida moderada desenvolupats en nens amb MK tractats precoçment acostumen a regressar a un diàmetre luminal normal, tots els pacients amb història d'AC requereixen controls permanents amb l'objectiu de prevenir futures trombosis coronàries o alteracions isquèmiques del miocardi. La freqüència i tipus de proves cardiovasculars a realitzar són semblants a les d'un adult amb arterioesclerosi coronaria. L'ECG, l'ecocardiografia o l'angio-TC/RM ajuden en l'avaluació de l'estat funcional del cor. Els medicaments beta-blocadors es recomanen en malalts de risc amb ACs grans i persistents i alguns experts creuen que les estatines poden ser beneficioses pels seus efectes antiinflamatoris pleotròpics. Els pacients amb ACs gegants han de seguir una combinació d'antiagregants plaquetaris i anticoagulants. Es consideren gegants els ACs de ≥8 mm de diàmetre. Una vegada formats no acostumen a involucionar, encara que la majoria de malalts amb aquest tipus d'anomalia pot mantenir una vida normal amb el tractament mèdic adequat. Les morts ocasionades per aquesta seqüela de la MK es deuen a infarts de miocardi sobtats o ruptures dels ACs i tenen lloc, gairebé sempre, durant els primers dos anys posteriors a l'inici de la progressió aneurismàtica. L'índex de mortalitat més alt en nens de menys d'un any d'edat es registra entre els 15‒45 dies després de l'inici de la simptomatologia. La ruptura espontània d'un AC és poc habitual i es veu en aneurismes de ≥10 mm de diàmetre i de creixement ràpid. En aquests casos, la intervenció quirúrgica immediata és l'única possibilitat de supervivència.
S'ha demostrat que grups de malalts que han patit la malaltia desenvolupen anomalies en la microvasculatura de la retina, associades amb l'aparició de coronariopaties en adults. El fet té predominança en les persones asiàtiques i es creu lligat a una susceptibilitat genètica particular.
L'índex de supervivència postquirúrgica als 25 anys dels pacients pediàtrics amb MK sotmesos a cirurgia coronària és notablement bó. Els adults amb ACs importants derivats d'una MK durant la infantesa poden sofrir diverses complicacions tributàries de tractament quirúrgic, com ara angines de pit, infarts, trombosis i/o estenosis als extrems dels aneurismes. La calcificació dels aneurismes no és rara i dificulta l'avaluació de la seva mida real, complicant així la instauració per cateterisme de stents dilatadors efectius. La pràctica de derivacions arterials es reserva pels casos amb evidència d'isquèmia cardíaca greu, ja que no sempre les anastomosis entre la coronària afectada i l'artèria toràcica interna són segures i la permeabilitat dels empelts amb vena safena pot ser problemàtica en els adults joves.
En algun cas infantil de concurrència d'aneurismes gegants, infart de miocardi i bloqueig cardíac complet, la instauració d'un marcapassos permanent ha donat resultats satisfactoris.

## Darreres investigacions
Estudis experimentals amb cèl·lules endotelials arterials coronàries humanes cultivades indiquen que el resveratrol pot ser útil en el tractament de la MK pels seus efectes sobre els processos inflamatoris i d'apoptosi. El metotrexat ha estat emprat en casos aïllats de MK refractària amb resultats dispars. Treballs recents indiquen que el tractament a dosis baixes, similars a les administrades per l'artritis reumatoide, és una opció terapèutica segura que acurta la fase febril i millora les manifestacions inflamatòries, encara que no limita la formació d'aneurismes.
En nens molt petits amb MK, el grau de disfunció de l'endoteli arterial es correlaciona amb el d'estrès oxidatiu i, conseqüentment, amb el nombre total de dies febrils. Això pot condicionar la gènesi d'arterioesclerosi precoç en aquests pacients i augmentar el seu risc de desenvolupar problemes cardiovasculars. En models porcins de vasculitis coronària induïda una selecció de substàncies antioxidants (vitamina A, vitamina E i vitamina C) redueix de forma molt significativa la dilatació de les artèries, un fet que podria indicar que dosis terapèutiques d'aquests compostos durant la fase aguda de la MK serien efectives -a més del tractament convencional- per disminuir l'impacte de les lesions coronàries generades per la malaltia.
Alguns autors consideren que els valors de la desviació estàndard en la quantitat de cèl·lules sanguínies corresponent a l'edat són un marcador analític que pot facilitar la diagnosi de la MK en nens amb febre. Per una altra banda, científics xinesos han descobert que la presència d'un microARN particular (MiR-222-3p) en les plaquetes permet identificar la MK en la seva fase més incipient i als pacients amb més risc de sofrir grans aneurismes coronaris.
S'ha observat que els malalts de MK tenen una significativa propensió a desenvolupar miopia, fet que es relaciona amb els efectes d'un alliberament augmentat i crònic de factors inflamatoris sobre el teixit connectiu de l'escleròtica.
La participació de la immunitat humoral, les cèl·lules B i de determinats anticossos en l'etiologia de la MK, és motiu de controvèrsia ara per ara. La presència d'immunocomplexos en el sèrum dels nens amb MK ha estat descrita en nombroses publicacions des de la dècada de 1970. Treballs genètics recents han posat de manifest una relació entre la malaltia i diverses variacions en receptors immunoglobulínics Fc-γ i gens que controlen la producció d'anticossos. Aquesta troballa suggereix que els immunocomplexos podrien tenir un paper etiopatògènic clau en la MK, essencial per conèixer amb major certesa les seves causes.
Investigadors de Corea del Sud han observat una estreta associació entre certs indicadors d'anèmia ferropènica, com ara la saturació de ferro en sang i els nivells fèrrics i de ferritina en sèrum, i el desenvolupament d'anomalies coronàries en la MK. Aquests indicadors podrien tenir un valor predictiu de l'aparició de les mateixes i fer possible el seu tractament precoç. Pel que fa a la resistència a les immunoglobulines, hi ha autors que consideren d'utilitat pronòstica l'avaluació de la ràtio sanguínia neutròfils/limfòcits efectuada en nens de menys d'un any d'edat. D'igual manera, es treballa en aconseguir una sistematització metodològica que prevegi la potencial manca de resposta al tractament endovenós amb IGG en els individus que sofreixen la malaltia i que faci possible crear estratègies terapèutiques més ajustades a les característiques d'aquest singular grup de pacients.
Un estudi retrospectiu realitzat en una cohort de malalts predominantment caucàsics indica que l'existència de manifestacions gastrointestinals en la MK representa un indicador de risc de mala resposta a la gammaglobulina i de formació d'ACs. Alguns especialistes creuen que la maternitat tardana pot ser un dels factors que influeix de forma negativa en el curs clínic dels nens amb MK.
La realització de proves de perfil transcripcional (d'expressió gènica) en sang total és una nova eina per millorar la prognosi de la malaltia. Emprant sang total i una combinació de microarrays s'ha observat una sobreexpressió de la glicoproteïna transmembrana CD117 en nens amb MK.

## Relació amb la COVID-19
Arran d'un augment dels casos entre infants en zones fortament exposades a la pandèmia per coronavirus del 2019-2020, com és el cas de les ciutats de Bèrgam i Nova York, es va començar a estudiar si podia haver-hi un vincle amb la COVID-19. El Royal College of Paediatrics and Child Health, col·legi professional de pediatres del Regne Unit, s'ha referit a la condició com a síndrome inflamatòria multisistèmica pediàtrica. una entitat nosològica que comparteix alguns símptomes amb la MK. Ja que sembla existir una associació entre la MK i les malalties infeccioses, particularment si afecten l'aparell respiratori, tot i l'escàs nombre de casos confirmat ara per ara es considera possible el fet que la infecció pel SARS-CoV-2 sigui un dels factors desencadenants d'aquesta nova síndrome.